# Battaglia di Caravaggio
La battaglia di Caravaggio fu combattuta il 15 settembre 1448 tra l'esercito dell'Aurea Repubblica Ambrosiana e quello della Repubblica di Venezia. La battaglia rappresentò il culmine di una serie di scontri che ebbero inizio il 29 luglio 1448 nelle campagne attorno Caravaggio, nella Bassa Bergamasca.

## Storia

### Antefatti
Il 13 agosto 1447 morì Filippo Maria Visconti, duca di Milano, senza lasciare eredi. Il giorno successivo un gruppo di nobili milanesi proclamò l'Aurea Repubblica Ambrosiana, di simpatie ghibelline e anti-veneziana. Il nuovo governo, tuttavia, non fu riconosciuto da Parma e Pavia, che si proclamarono indipendenti e nemmeno da Lodi e Piacenza che scelsero di allearsi con i veneziani. Per evitare un'ulteriore frammentazione del territorio dell'ex-Ducato di Milano, l'Aurea Repubblica Ambrosiana chiamò i cittadini alle armi e il 3 settembre decise di affidare l'esercito a Francesco Sforza, condottiero ormai famoso in tutta Italia nonché marito di Bianca Maria Visconti, energica figlia naturale del defunto duca. Lo Sforza progettava di invadere la pianura bergamasca, spingere il nemico a ritirarsi oltre l'Oglio per poi portarsi alle spalle di Lodi e Caravaggio, circondandole e costringendole alla resa. Gli ambrosiani non erano di questo avviso e ordinarono allo Sforza di limitarsi marciare oltre l'Adda su Lodi e Caravaggio, avendo intenzione da una parte di scacciare la minaccia veneziana, dall'altra di terminare la guerra il prima possibile poiché le scarse risorse a disposizione non permettevano di sostenere una lunga campagna e non desideravano consumarle per un'impresa così rischiosa. Le vettovaglie e quanto necessario per gli assedi sarebbero state garantite dall'Aurea Repubblica Ambrosiana. Lo Sforza, molto contrariato, obbedì e si ricongiunse alle sue truppe presso Cremona. Decise di inviare un contingente al comando di Giovanni da Camerino verso Caravaggio così da impedire ai veneziani di prenderne possesso. La mossa fu vana poiché il 28 luglio 1448 il bolognese Ludovico Malvezzi e Matteo di Capua con 700 cavalieri e Diotisalvi Lupi con 800 fanti erano giunti in difesa della cittadina, espellendo tutti coloro che si sospettava parteggiassero per i milanesi.

### Assedio di Caravaggio
Il 29 luglio 1448, dopo cinque giorni di marcia, l'esercito milanese giunse nei pressi della cittadina mentre quello veneziano si accampava nei pressi di Romano. Caravaggio era difesa da una cinta muraria lunga circa un miglio provvista di fossato allagato e da un castello (oggi scomparso) che sorgeva presso l'angolo nord-occidentale delle mura. Come se non bastasse, poco dopo essere giunto sul luogo, Francesco Sforza apprese che il grosso dell'esercito veneziano si stava avvicinando rapidamente. Decise pertanto di costruire un campo fortificato alla distanza di due tiri di balestra dalle mura della cittadina, quindi cinse d'assedio il castello e iniziò a martellarlo con l'artiglieria. Ordinò al grosso dell'esercito di portarsi sul lato orientale della cittadina e lo dispose in questo modo: i bracceschi alla difesa della strada per Morengo nelle campagne a nord-est delle mura, infine, da sud-est verso sud-ovest le truppe alla guida di Luigi Dal Verme, Cristoforo Torelli, Carlo Gonzaga e Guglielmo VIII del Monferrato. Alcuni giorni dopo a rinforzo dell'esercito milanese giunsero i soldati al comando dei fratelli Amerigo, Bernabò e Francesco Sanseverino, Orso Orsini, Angelo da Lavello, Fioravante Oddi, Antonio Ventimiglia e Giorgio di Annone. I nuovi arrivati, in tutto 4 000 cavalieri e centinaia di fanti, vennero schierati ad oriente della città sulla strada per Fornovo San Giovanni. Caravaggio si trovava così completamente circondata. Francesco Sforza, avendo appreso che l'esercito veneziano era giunto sulle rive dell'Oglio, ordinò ai guastatori di tagliare tutte le strade per Caravaggio così da rallentarne l'avanzata, fece poi scavare fossati, trincee ed erigere terrapieni a protezione degli accampamenti e realizzare una strada per migliorare i collegamenti da Caravaggio a Fornovo. Quest'ultimo borgo si veniva a trovare ai limiti orientali dell'accampamento milanese ed era difeso da un fossato allagato costruito anni addietro che lo Sforza decise di fortificare parzialmente per una lunghezza di quattrocento passi mentre il lato orientale era difeso, oltre che dal fossato, da un terreno boscoso reso paludoso dalla roggia Alchina. Decise infine di realizzare un ponte mobile sul fossato a occidente del borgo.

### Battaglia di Morengo
Il 30 luglio i veneziani iniziarono ad accamparsi presso il borgo di Morengo, quattro miglia a nord-est di Caravaggio. Lo Sforza ne fu informato all'alba del giorno successivo dagli esploratori e, lasciato un presidio nell'accampamento fortificato al fine di proseguire l'assedio del castello, mosse con la cavalleria verso quel borgo. Durante il tragitto apprese che le prime squadre veneziane avevano oltrepassato Morengo giungendo in prossimità del Fosso Bergamasco, un canale artificiale che segnava il confine tra il Ducato di Milano e la Repubblica di Venezia. La cavalleria milanese avanzò sino al Fosso dove caricò la fanteria nemica facendone strage per poi trovarsi a sua volta in difficoltà dal momento che i cavalli venivano feriti o uccisi dai balestrieri schierati dietro la roggia Cava. Francesco Sforza inviò in soccorso della cavalleria due squadre di fanteria al comando di Jacopo Piccinino. Gli scontri durarono circa due ore. Nel frattempo Michele Attendolo, comandante dell'esercito veneziano nonché cugino dello Sforza, era stato informato dagli esploratori della disposizione dell'esercito milanese ma alla luce delle robuste difese dell'accampamento nemico esitava ad attaccare. Alcuni dei suoi consiglieri militari lo sostennero consigliandogli prudenza mentre altri, su tutti Bartolomeo Colleoni e Tiberto Brandolini, lo incitavano ad attaccare al più presto. I due infatti si erano recati, sotto mentite spoglie, ad ispezionare personalmente la posizione dell'esercito milanese e avevano scoperto che il lato orientale di Fornovo non era fortificato poiché lo Sforza si era creduto abbondantemente protetto da una boscaglia pantanosa, che pareva un ostacolo invalicabile alla cavalleria. Il Colleoni e il Brandolini la pensarono diversamente e sostennero che era possibile lanciare un attacco da quella parte. Il loro parere infine ebbe la meglio ma non fu l'unico fattore che spinse l'Attendolo ad attaccare. Era infatti già settembre inoltrato, presto le piogge avrebbero reso difficoltoso proseguire la campagna militare. Le autorità veneziane, inoltre, lo pressavano affinché ottenesse una vittoria decisiva contro l'esercito dello Sforza, unico ostacolo che si frapponeva tra la Serenissima e la debole Aurea Repubblica Ambrosiana, la cui caduta avrebbe decretato la fine dello stato milanese. Il grosso dell'esercito veneziano, al comando di Guido I Rangoni, oltrepassato il borgo di Bariano, si diresse verso Fornovo per attaccare l'accampamento milanese sul lato orientale. Lo Sforza, informato del diversivo e consapevole della debolezza del fianco orientale dell'accampamento rimasto pressoché sguarnito, ordinò a Francesco Piccinino di soccorrere il fratello Jacopo e tenere a bada i veneziani fino al suo ritorno ma, poiché non si fidava di lui, lo fece accompagnare da Dolce dell'Anguillara, poi cavalcò verso le squadre rimaste presso Caravaggio per verificare la situazione ed incitarle in vista dell'imminente battaglia. Francesco Piccinino si portò sino a due tiri di balestra dall'accampamento milanese, poi ordinò ai suoi soldati di arrestarsi e mantenere le posizioni. Secondo il Corio questa decisione fu motivata da invidia nei confronti dello Sforza, inoltre pare che il Piccinino non avesse alcuna intenzione di rischiare i suoi uomini preferendo assistere alla battaglia per poi combattere al momento opportuno al fianco del partito al quale sorrideva la sorte. Il fratello minore, Jacopo Piccinino, turbato per l'accaduto, gli fece recapitare un messaggio tramite un cavallante nel quale lo rimproverava dicendo che con quell'atteggiamento stava mettendo in pericolo se stesso e i propri uomini. Francesco Piccinino, malgrado molti dei suoi uomini lo pregassero di accorrere in aiuto al resto dell'esercito milanese, restò fermo sulle proprie posizioni e Dolce dell'Anguillara, persuaso dai trombettieri, non si oppose, pensando che tale ordine fosse venuto direttamente dallo Sforza. Michele Attendolo, accortosi che i milanesi stavano per oltrepassare il Fosso Bergamasco ed essendo ancora impegnato nella realizzazione dell'accampamento, ordinò all'avanguardia di contenerli ma di non inseguirli in modo che non si allontanassero troppo. Quando lo Sforza giunse presso il luogo in cui si supponeva i veneziani stessero attaccando non trovò il nemico e si accorse che le informazioni in suo possesso erano false pertanto lasciò il Dal Verme alla difesa di quel lato e cavalcò di nuovo verso il Fosso, tre miglia più a nord. Qui trovò che le truppe milanesi non erano ancora riuscite a passare il Fosso e che tale ordine era giunto da Francesco Piccinino. Furioso per l'accaduto che gli aveva fatto perdere un'occasione per catturare l'accampamento nemico, rimproverò Dolce dell'Anguillara, il quale si scusò e svelò l'insubordinazione del Piccinino. Essendo ormai pomeriggio inoltrato ordinò poi a tutte le truppe di ritornare all'accampamento. I veneziani, avendo scampato il pericolo di essere travolti durante la costruzione dell'accampamento, vi richiamarono tutte le truppe e lo fortificarono. Lo Sforza radunò un gran numero di guastatori, reclutandoli anche dai paesi circostanti, dal momento che da Milano ne giungevano in numero insufficiente. Nei giorni successivi fece rinforzare le fortificazioni del campo di battaglia con un fossato allagato lungo quattro miglia, provvisto di un argine alto dodici piedi sopra il quale fece costruire una palizzata provvista di bastioni. La nuova fortificazione partiva dal terreno paludoso e boscoso presso Fornovo e due lati davano verso il campo di battaglia. I veneziani, dal canto loro, scavarono una fossa a circa mezzo miglio dal Fosso Bergamasco e dietro di essa schierarono tutta la fanteria e una parte della cavalleria per dissuadere i milanesi ad assaltarli su quel lato. Francesco Sforza, avvedutosi che i nemici avevano assunto una posizione difensiva, ordinò di interrompere la realizzazione delle fortificazioni e schierò le truppe nella piana davanti alla nuova fossa veneziana. Al tramonto, ordinò agli archibugieri, appena arrivati da Milano, di attaccar battaglia. Il fuoco degli archibugieri sollevò un fumo così denso che la visibilità ne risultava compromessa e una squadra non riusciva a distinguere quella vicina. Nel combattimento, oltre agli archibugi, furono utilizzati verrettoni, spingarde, schioppi e bombarde. Molti veneziani caddero o rimasero feriti nei pressi del nuovo fossato finché Guido I Rangoni ordinò loro di ritirarsi a difesa del fossato che cingeva l'accampamento. Nel frattempo alcune squadre di schioppettieri e balestrieri milanesi, guidati da Roberto Sanseverino ed Antonello da Corneto, oltrepassarono la roggia Cava sconfiggendo i balestrieri che la presidiavano, poi si diressero verso il campo nemico. I veneziani opposero una strenua resistenza presso le tende ma alla fine, giunta la notte, furono costretti a cedere e ritirarsi dal campo; lo Sforza a sua volta ordinò alle truppe di ritornare agli accampamenti dopo aver colmato il fossato.

### Guerra di trincea
Malgrado questa sconfitta, i veneziani non avevano alcuna intenzione di arrendersi e confidavano nel fatto che l'Aurea Repubblica Ambrosiana non sarebbe stata in grado di finanziare la campagna sino all'autunno. Reclutarono molti balestrieri dalla Dalmazia, mercenari tedeschi, 6 000 cernide nel bresciano, oltre 3 000 nella bergamasca, oltre a un gran numero di guastatori, rinforzarono la cavalleria. Alcuni giorni dopo ritornarono nei pressi di Morengo e scavarono di nuovo la fossa dietro alla quale si erano trincerati durante la battaglia e la fortificarono. Lo Sforza fece venire circa 10 000 cernide prevalentemente dal milanese e dal pavese e ordinò di realizzare un nuovo fossato posto a quattrocento passi dal precedente, provvisto di argine e bastioni realizzati con travi, terra e fascine, fece inoltre fortificare la porta che permetteva di oltrepassarlo tramite un ponte. Nei giorni successivi si verificarono schermaglie tra le squadre di cavalleria dei due eserciti, puntualmente aggredite anche dalla fanteria e dagli archibugieri. Il 14 agosto i milanesi assaltarono il campo nemico cogliendo alla sprovvista i veneziani, ne risultò una feroce mischia in cui Jacopo Catalano fu disarcionato e ferito. Il marchese Ludovico III Gonzaga fu duramente colpito sull'elmo da una mazza ferrata che lo stordì e lo ferì al volto, poi subì un colpo di lancia che gli sfalsò l'elmo e lo ferì lievemente alla gola, quindi fu disarcionato quando un soldato nemico gli uccise il cavallo, infine venne difficoltosamente salvato dai suoi uomini. Tiberto Brandolini fu ferito ad un braccio e rischiò di essere catturato. Gli archibugieri milanesi e tedeschi fecero strage dei cernedi bresciani. I veneziani, imitando i milanesi, realizzarono un secondo fossato a quattrocento passi dal primo, difeso da una palizzata e da una porta fortificata difesa dalla fanteria e disposero la cavalleria nell'area tra il primo e il secondo fossato. La larghezza della pianura utile per la battaglia, compresa tra i due fossati esterni, il terreno boscoso a sud-est e alcune fosse minori a nord-ovest si ridusse quindi ad ottocento passi. Ripresero gli scontri tra le rispettive cavallerie e fanterie che venivano puntualmente respinte dai balestrieri e dagli archibugieri ogniqualvolta si avvicinavano troppo ai fossati nemici. I milanesi, grazie ad una fanteria più numerosa, riuscirono spesso a prevalere durante queste schermaglie. Il Corio riferisce che durante le pause della battaglia capitava che i fanti dei due eserciti arrivassero persino a conversare insieme. I veneziani per uscire dallo stallo cercarono di realizzare un'ulteriore fossa nella parte settentrionale del campo di battaglia per avvicinarsi alle linee nemiche ma i milanesi riuscirono a scacciarli e a colmarla. Decisero quindi di piazzare sulla palizzata più avanzata quattro bombarde e altre macchine d'assedio con una gittata sufficiente da raggiungere ed oltrepassare la controparte nemica, così da indebolirne la difesa e far desistere i difensori. Lo Sforza ordinò di innalzare ulteriormente l'argine a protezione dalle bombarde, modificò la disposizione dell'accampamento in modo che fosse ben coperto dalla fortificazione e pose a presidio del medesimo Moretto di San Nazzaro. Negli scontri successivi Bernardo da Orvieto, comandante dei balestrieri milanesi e amico dello Sforza morì colpito da una freccia mentre stava cercando di impedire agli avversari di apprestare un'opera di fortificazione. Jacopo Piccinino fu gravemente ferito da un colpo di lancia al petto e trasportato in lettiga a Treviglio. Malgrado i milanesi riuscissero ad infliggere più perdite ai veneziani di quante non ne subissero, Francesco Sforza era preoccupato dalla carenza di approvvigionamenti e dalla mancanza di denaro per pagare le truppe che Milano non stava più inviando. Iniziarono a verificarsi le prime diserzioni e crebbe il malumore tra i soldati milanesi. Come se non bastasse, l'Aurea Repubblica Ambrosiana continuava ad inviare legazioni che lo accusavano di indugiare ad attaccare i veneziani e che gli ricordavano che non sarebbero stati in grado di sostenere le spese di quella guerra ancora a lungo. I Piccinino sobillarono i legati confessando che a parer loro il temporeggiare con le fosse non era altro che una strategia dello Sforza per indebolire il governo milanese al fine di prenderne possesso al momento giusto. Il Gonzaga, il Dal Verme e il Ventimiglia lo esortavano ad abbandonare l'impresa. Lo Sforza da parte sua lamentava che proprio la lentezza e la scarsità di approvvigionamenti oltre all'infedeltà di alcuni suoi capitani aveva prolungato le tempistiche del conflitto e che sarebbe stato disposto a consegnare il bastone di comando qualora gli fosse stato indicato un comandante in grado di risolvere quel conflitto più rapidamente. Il 3 settembre lo Sforza fece piazzare quattro bombarde presso la palizzata per rispondere al fuoco delle controparti veneziane. Nel frattempo al campo veneziano si stava discutendo sul modo migliore per sollevare Caravaggio dall'assedio. Tiberto Brandolini si propose per esplorare le campagne alla ricerca di un punto debole nelle fortificazioni del nemico. Si vestì da vendemmiatore e attraversò i boschi che costeggiavano le rive del Serio giungendo fino a Mozzanica, dove riuscì a infiltrarsi eludendo i saccomanni nemici grazie a un bastone a cui era legato un sacco d'uva a ciascuna estremità. Riuscì ad esplorare tutto il campo nemico da Fornovo sino al castello di Caravaggio poi ritornò all'accampamento veneziano informando che esistevano sentieri fangosi nei boschi presso il fiume che portavano sino alle deboli fortificazioni sul lato orientale di Fornovo che potevano essere facilmente oltrepassate facendo costruire alcuni ponti ai guastatori. Il 5 settembre lo Sforza ordinò che si iniziasse a bersagliare il castello e le mura di Caravaggio con le bombarde. A questo punto della battaglia, parte delle mura di Caravaggio era crollata e aveva riempito i fossati e anche il castello era ormai scarsamente difendibile. Lo Sforza avrebbe voluto dividere l'esercito in due parti, con una attaccare il castello ormai debolmente difeso ed assumere il controllo della cittadina, con l'altra continuare a difendere il fossato fortificato dagli attacchi dei veneziani. Memore della disfatta di Casalmaggiore, decise di abbandonare questo proposito poiché, nel momento in cui si fosse riusciti a catturare il castello parte dei difensori del fossato (che da tempo non venivano pagati) avrebbero abbandonato le proprie posizioni per darsi alla razzia. Decise pertanto di aspettare, confidando che i difensori del castello si sarebbero presto arresi. 
Pochi giorni dopo Matteo di Capua, capitano della guarnigione del castello, decise effettivamente di arrendersi. 
I veneziani riunirono allora un consiglio di guerra in cui ciascun capitano espresse per iscritto il modo in cui soccorrere Caravaggio. Michele Attendolo riteneva che ci si dovesse ritirare sino a Martinengo, costruirvi un accampamento fortificato ed attendere che i milanesi si dedicassero alla razzia per poi attaccarli di sorpresa e sbaragliarli. Ludovico III Gonzaga, marchese di Mantova, era del parere che non si dovesse continuare ad assaltare la fortificazione nemica e che i fossati tra Treviglio e Brignano avrebbero rallentato ogni tentativo di assalto, sarebbero stati difficili da oltrepassare, avrebbero assottigliato le linee veneziane e sguarnito l'accampamento. Proponeva pertanto di occupare il borgo di Mozzanica, sinora sguarnito e trincerarsi, considerando che c'era discordia nel campo milanese e non avrebbero potuto sostenere ancora a lungo le spese belliche; la perdita di Caravaggio sarebbe stata ben più accettabile che non quella dell'esercito. Bartolomeo Colleoni esprimeva una posizione simile a quella del marchese. Niccolò Terzi riteneva che si dovesse spostare l'accampamento da Morengo alla campagna tra Treviglio e Brignano in modo da tagliare le linee di rifornimento nemiche e da sollevare il morale dei difensori poiché l'accampamento sarebbe stato visibile dalle mura della cittadina. Tiberto Brandolini fece un'arringa nella quale, enumerando le debolezze del nemico, cercò di convincere gli altri comandanti di quanto fosse indispensabile soccorrere Caravaggio perché qualora fosse caduta Lodi si sarebbe potuta arrendere senza combattere. A supporto del Brandolini si schierarono Gentile da Leonessa, Roberto da Montalboddo, Cesare da Martinengo, Guido I Rangoni, Carlo Fortebraccio, Jacopo Catalano e Cristoforo da Tolentino. I pareri furono inviati al Senato di Venezia che approvò quello di Tiberto Brandolini.

### Battaglia di Caravaggio
Il 15 settembre 1448, domenica, poco prima di mezzogiorno, alcune squadre di veneziani al comando di Tiberto Brandolini, Gentile da Leonessa e Roberto da Montalboddo si misero in viaggio attraverso i boschi e i pantani che costeggiavano il Serio. A Bartolomeo Colleoni furono affidati contingenti di fanteria e cavalleria per la difesa del fossato fortificato; egli, per distogliere l'attenzione dei nemici dalla manovra in corso, continuò a bombardarne le difese e a ingaggiare schermaglie con la fanteria nemica. Francesco Sforza fu avvisato dal fedele Moretto di San Nazzaro della mossa nemica e inviò in suo aiuto il fratello Corrado da Fogliano e il nipote Roberto Sanseverino con quattro squadre di cavalleria (2 000 uomini) e alcuni fanti. Queste squadre si inoltrarono nei boschi aggirando l'esercito veneziano sino a portarsi dietro loro per impedire ogni tentativo di fuga. Nel pomeriggio fu informato da due esploratori che il grosso dell'esercito veneziano si stava muovendo verso Mozzanica perciò inviò Donato da Milano a informare i foraggiatori di ritirarsi e ad esplorare la zona per scoprire ulteriori movimenti del nemico e allertò il resto dell'esercito, poi cavalcò verso Fornovo. Qui lo raggiunse Donato del Conte informandolo che il nemico aveva preso possesso di Fornovo passando attraverso i boschi e i pantani, aprendosi un varco nelle deboli fortificazioni su quel lato. Lo Sforza tornò all'accampamento ordinando a Francesco Piccinino di cedergli quattro squadre e di mantenere la sua posizione, poi le affidò a Roberto Sanseverino e Corrado da Fogliano, a cui fu poi ordinato di assistere Moretto di San Nazzaro nella difesa del fossato fortificato a protezione dell'accampamento. Al fratello Alessandro Sforza, Carlo Gonzaga, Fiasco da Giraso e Manno Barile ordinò di difenderne la porta e il ponte. I veneziani, provenienti da Fornovo, sciamarono nella piana riuscendo a respingere le truppe milanesi che furono costrette ad arretrare dietro il fossato dove opposero grande resistenza poiché uno sfondamento in quella posizione avrebbe determinato le sorti della battaglia. Durante gli scontri Carlo Gonzaga fu ferito ad un occhio da un colpo di lancia e fu costretto a ritirarsi dal campo fino a Milano dove annunciò che la battaglia era ormai perduta. Manno Barile fu disarcionato e catturato dagli uomini di Gentile da Leonessa che lo condussero al padiglione di questi. Il Corio racconta che fu interrogato dall'Attendolo e dal marchese di Mantova i quali gli dissero che presto i milanesi sarebbero stati sconfitti e si sarebbero ritirati ma egli rispose orgogliosamente che invece sarebbero stati i veneziani a cadere in una trappola dalla quale non sarebbero riusciti a fuggire se non con enormi perdite. Fiasco da Giraso e Rossetto di Capua si distinsero per il loro sprezzo del pericolo in difesa del ponte e della porta d'accesso all'accampamento fortificato. Matteo di Capua, vedendo che gli alleati veneziani avevano catturato Fornovo e stavano assaltando il fossato, respinse le condizioni di resa di Cicco Simonetta ingiungendogli di allontanarsi. Francesco Sforza nel frattempo cavalcava da una parte all'altra del campo impartendo ordini alle varie squadre ed incitando i soldati a resistere. Ispezionando la parte destra del fossato, verso Masano, si accorse che Roberto da Montalbotto e i suoi uomini erano quasi riusciti a superare le difese. Poco dopo giunsero a rinforzo di quella sezione Alessandro Sforza con alcuni veterani, Mariano di Calabria e Guido Turco di Fusignano, con una squadra ciascuno. Francesco Sforza condusse Alessandro Sforza ad una porta nascosta della palizzata, di cui i nemici non si erano ancora avveduti, e gli ordinò di assaltare i veneziani sul fianco, poi comandò a uno dei capitani di inviare in aiuto del fratello tutti gli uomini che mano a mano venivano a rinforzare quella sezione della difesa. Alessandro Sforza riuscì a respingere i veneziani che si ritrovarono chiusi su due lati, con poche possibilità di manovrare e combattere dato il loro numero. Francesco Sforza, a questo punto, ordinò ai difensori del ponte di effettuare una sortita e attaccare il nemico sull'altro fianco. I veneziani, assaliti su entrambi i lati da un numero crescente di nemici, si persero d'animo e si diedero disordinatamente alla fuga verso Fornovo. I milanesi li inseguirono e, complice la ristrettezza del campo di battaglia, definito dai numerosi argini e fossati scavati nei mesi precedenti, la maggior parte dei veneziani fu atterrata o catturata prima di poter raggiungere il borgo di Fornovo. Sfuggirono alla cattura Michele Attendolo, che si trovava nelle retrovie, Bartolomeo Colleoni, a cui era stata affidata la difesa del Fosso Bergamasco e pochi altri condottieri. I prigionieri furono condotti davanti allo Sforza che li trattò dignitosamente e ne affidò la guardia ad Alessandro Sforza e a Guglielmo VIII del Monferrato mentre ordinò a Luigi Dal Verme, Dolce dell'Anguillara e Cristoforo Torelli di vegliare sui soldati intenti al saccheggio in modo da non farsi cogliere impreparati da un eventuale contrattacco nemico. Si recò poi da Francesco Piccinino e finse di non sapere del suo tradimento; questi lo esortò a terminare lo scontro e riposarsi ma lo Sforza rispose che per ottenere una completa vittoria si sarebbe dovuto assaltare al più presto il campo nemico. Il Piccinino fu lasciato a difesa della bastia, mentre a Roberto Sanseverino, Corrado da Fogliano, Dolce dell'Anguillara, Cristoforo Torelli e ai fratelli Piccinino fu ordinato di procedere contro l'accampamento nemico. Il primo assalto venne respinto. Lo Sforza accusò di viltà i bracceschi, poi esortò i soldati ad attaccare risolutamente poiché le squadre che avevano difeso l'accampamento milanese più a sud avevano già ottenuto un gran bottino grazie alla cattura di così tanti condottieri illustri. Il secondo assalto ebbe successo, i milanesi riuscirono a superare gli argini e riempire il fossato per la cavalleria che imperversò all'interno dell'accampamento costringendo il Colleoni alla fuga a Bergamo. Molti veneziani furono presi prigionieri mentre Manno Barile riuscì a liberarsi e saccheggiò il padiglione di Gentile da Leonessa. I milanesi misero le mani su un gran bottino in oro, argento, oggetti preziosi, decine di carri pieni di grano, sei grosse bombarde e trenta di calibro minore. Presso Fornovo Michele Attendolo e Ludovico Gonzaga cercavano di coprire la fuga dei veneziani e ci riuscirono per qualche tempo ma infine furono costretti a cedere e ritirarsi a loro volta per evitare la cattura. Antonio Donato si rifiutò di fuggire e continuò a combattere finché fu preso prigioniero. Vennero catturati anche Guido I Rangoni e Jacopo Catalano; quest'ultimo venne poi liberato da Guglielmo di Monferrato per l'amicizia che li legava. Gerardo Dandolo inizialmente riuscì a fuggire ma fu in seguito catturato dai bracceschi a Crema. Giunta la sera, Francesco Sforza ordinò che tutti si ritirassero nei propri alloggiamenti e vi fu grande festa ma, malgrado la grande vittoria, ordinò che si montasse la guardia come se la battaglia non fosse stata neppure combattuta. Il giorno successivo, 16 settembre, i difensori del castello di Caravaggio si arresero e Matteo di Capua e Ludovico Malvezzi furono presi prigionieri da Francesco Piccinino. I veneziani persero 3 000 fanti e 12 000 cavalieri tra morti e prigionieri in aggiunta a quasi tutti i cavalli mentre 1 500 cavalieri riuscirono a fuggire. Lo Sforza fece spogliare dei loro averi tutti i prigionieri ma trattenne solo i capitani e i commissari per il riscatto mentre gli altri, compreso Matteo di Capua, furono liberati in quanto non vi erano viveri sufficienti per sostenerli a lungo. Guido I Rangoni e Francesco Dandolo furono consegnati da Francesco Piccinino a Luigino Bossi e Pietro Cotta che li fecero sfilare in trionfo per Porta Orientale davanti a tutti gli altri prigionieri, facendo loro sventolare la bandiera con il Leone di San Marco in segno di scherno.

### Conseguenze
Questa battaglia fu una delle più grandi vittorie milanesi nei confronti della Repubblica di Venezia. A Milano le feste e le processioni proseguirono per molti giorni e il ricordo della battaglia perdurò nei secoli. Michele Attendolo fu licenziato dalla carica di Capitano Generale della Serenissima e confinato nel castello di Conegliano. Lo scontro aveva infatti provocato la morte o la cattura della quasi totalità delle cavalcature dell'esercito veneziano, di quasi quaranta bombarde e la perdita di un cospicuo bottino. La maggior parte delle battaglie del successivo ventennio avrà quali protagonisti i più grandi condottieri al servizio dello Sforza o dell'Attendolo. Dopo la battaglia Alessandro Sforza rimase a presidio di Caravaggio. Diverse cittadine bergamasche, bresciane e cremonesi in breve tempo si arresero e furono occupate dalle truppe milanesi. Le decisioni militari dello Sforza venivano però continuamente avversate sia da parte dei nobili milanesi, che ritenevano che dovesse catturare Lodi invece di invadere il bresciano, che dal Piccinino, tanto che questi arrivarono persino ad incitare i difensori di Brescia a non cedere la città. Il 18 ottobre dello stesso anno Francesco Sforza abbandonò pertanto la causa dell'Aurea Repubblica Ambrosiana stringendo il cosiddetto accordo di Rivoltella con la Repubblica di Venezia, che acconsentì al suo progetto di conquistare a titolo personale il territorio compreso fra il Ticino ed il Sesia, riservando per sé quello compreso fra il Ticino e l'Adda. Entro dicembre, con l'aiuto del marchese Guglielmo VIII del Monferrato, lo Sforza avrebbe conquistato Pizzighettone, Binasco, Rosate, Abbiategrasso, Varese, Legnano e Busto Arsizio.

## Citazione neIl principe
Ne Il principe di Niccolò Machiavelli, nel dodicesimo capitolo, dedicato alle milizie mercenarie, è scritto: